# G10 (경제)
그룹 오브 텐(Group of Ten, G-10)은 일반차입협정(General Arrangements to Borrow, GAB)에 참가하기로 동의한 국가들의 그룹을 가리킨다.

## G10 주요 국가
- 벨기에
- 캐나다
- 프랑스
- 독일
- 이탈리아
- 일본
- 네덜란드
- 스웨덴
- 스위스
- 영국
- 미국

## 같이 보기
- G7